# General Roca (departement van Córdoba)
General Roca is een departement in de Argentijnse provincie Córdoba. Het departement (Spaans: departamento) heeft een oppervlakte van 12.659 km² en telt 33.323 inwoners.

## Plaatsen in departement General Roca
- Buchardo
- Del Campillo
- Huinca Renancó
- Italó
- Jovita
- Mattaldi
- Nicolás Bruzzone
- Onagoyti
- Pincén
- Ranqueles
- Villa Huidobro
- Villa Sarmiento
- Villa Valeria